# Karl Spain
Karl Spain es un comediante irlandés de Limerick. Es del Corbally en la ciudad y fue educado en CBS Sexton Calle. En 2000, Spain ganó el RTÉ premio por Actor Nuevo Mejor.
Spain apareció en el Festival de Montreal Just for Laughs de comedia de las Risas en 2003, el cual era más tarde repetido en RTÉ Televisión. Es un regular en el Kilkenny Cat Laughs festival de comedia.
España más tarde corrió una serie en RTÉ tituló Karl Spain Wants a woman.  Aparezca tan maestro de kung-fu en la quinta serie de Killinaskully en octubre 2008.
En 2009  haya todavía otro espectáculo de televisión en RTÉ Dos, Karl Spain wants to Rock.
En marzo de 2010 Karl empezó una visita como acto de apoyo a amigo irlandés comedian, Ed Byrne.
Visitado con Kevin Puentes en 2015.
Karl Spain también ha sido sabido para atender Universidad de Limerick noches de Comedia.